# Universidade "Marta Abreu" de Las Villas
A Universidade "Marta Abreu" de Las Villas (em espanhol: Universidad Central "Marta Abreu" de Las Villas, UCLV) é uma universidade de graduação e pós-graduação localizada em Santa Clara, Cuba, fundada em 1952 e com um campus remoto denominado "Universidad de Montaña"[carece de fontes?] localizado em Topes de Collantes, no coração das montanhas de Escambray.